# A moszkvai Kreml fala
A moszkvai Kreml fala a rajta elhelyezett tornyokkal, bástyákkal együtt az orosz főváros meghatározó városképi eleme, a világörökség része. A mai téglafal 1485–1516 között épült egy korábbi, fehér kőből emelt fal helyén. A várfal szabálytalan háromszöget rajzolva, 2235 méter hosszban veszi körül a Kreml belsejét. A falak magassága a terepviszonyok függvényében 5 és 19 méter közé esik, vastagsága 3,5–5,5 méter.
A várfal a középkorban a moszkvai fejedelemség központját védte, később az orosz birodalom igazgatási központját fogta közre. Jelentősége megmaradt a főváros Szentpétervárra költözése után is. A Szovjetunió megalakulásakor, a főváros visszaköltözésétől a tornyokkal díszített várfal az egész Kremllel együtt hatalmi jelképpé is vált. A falban, illetve annak tövében alakították ki a szovjet és külföldi kommunista vezetők ikonikus jelentőségű temetőjét.

## Története
A Moszkva és a Nyeglinnaja folyók találkozásánál emelkedő Borovickij domb jól védhető magaslat volt a 9–11. században. (Akkoriban ez a jelenleginél magasabb és meredekebb domb volt, a későbbi építkezések során egy részét elhordták.) A dombot borító tűlevelű erdő – amiről a nevét is kapta – jó építőanyagot biztosított a házakhoz és az erődítésekhez, ezért itt, a mai Kreml délnyugati sarka helyén alakult ki a későbbi Moszkva magját képező település. Ekkoriban a településeket árokkal és a belőlük kitermelt földből emelt, gerendákkal megerősített sáncokkal vették körül. Ilyen erődítmény nyomait tárták fel a 12. század derekáról  1956–1960-ban, a Kongresszusi palota építésekor a Nyeglinnaja folyó partján. Az ásatások kimutatták, hogy a korabeli települést nyolc méter magasságig terjedő, az alapjainál negyven méter széles sánc vette körül.
1156-ban  Jurij Dolgorukij nagyfejedelem gerendákból emelt, mintegy 700 méter hosszú fallal vetette körül a várost. A gerendafal azonban már 1177-ben a belharcok áldozata lett, leégették. A helyreállított fal 1209-ben segített kivédeni a rjazanyi fejedelmek támadását, majd 1238-ban sokáig ellenállt Batu kán ostromának is, de végül a mongolok bevették a várost és lakóit legyilkolták, a falat felégették. A falat később valamelyest helyreállították, de 1293-ban megint nem tudott ellenállni a támadóknak, ezúttal az Arany Horda seregeinek.
1300 körül Dániel moszkvai fejedelem fenyőfa felhasználásával felújíttatta a falat, amit ezután kezdtek fokozatosan Kremnyiknek, majd Kremlnek nevezni. Az új védfal sikeresen állt ellen a Tveri Fejedelemség támadásának 1305-ben és 1307-ben. 1328-ban Ivan Kalita nagyfejedelemségének fővárosával nyilvánította a várost és elrendelte új erődítmény építését. Ekkor már kizárólag tölgyfát használtak az erődítményhez, mégpedig legalább 70 cm átmérőjű törzseket. Az építkezés egyetlen télen át tartott. Jelentősen ki is bővítették a Kreml területét keleti irányban. A vár területének megnövelése miatt két korábbi saroktoronyból (Troickaja és Tajnyickaja) ekkor kapubástya lett. Az új várfalakra egymástól nyíllövésnyi távolságra szintén tornyokat építettek védelmi célokból. A modern építkezések, régészeti feltárások során számos alkalommal találtak ebből a korból szinte megkövesedett tölgyfa-maradványokat az elszenesedett fatörzsek mellett.

### A fehér kőfal

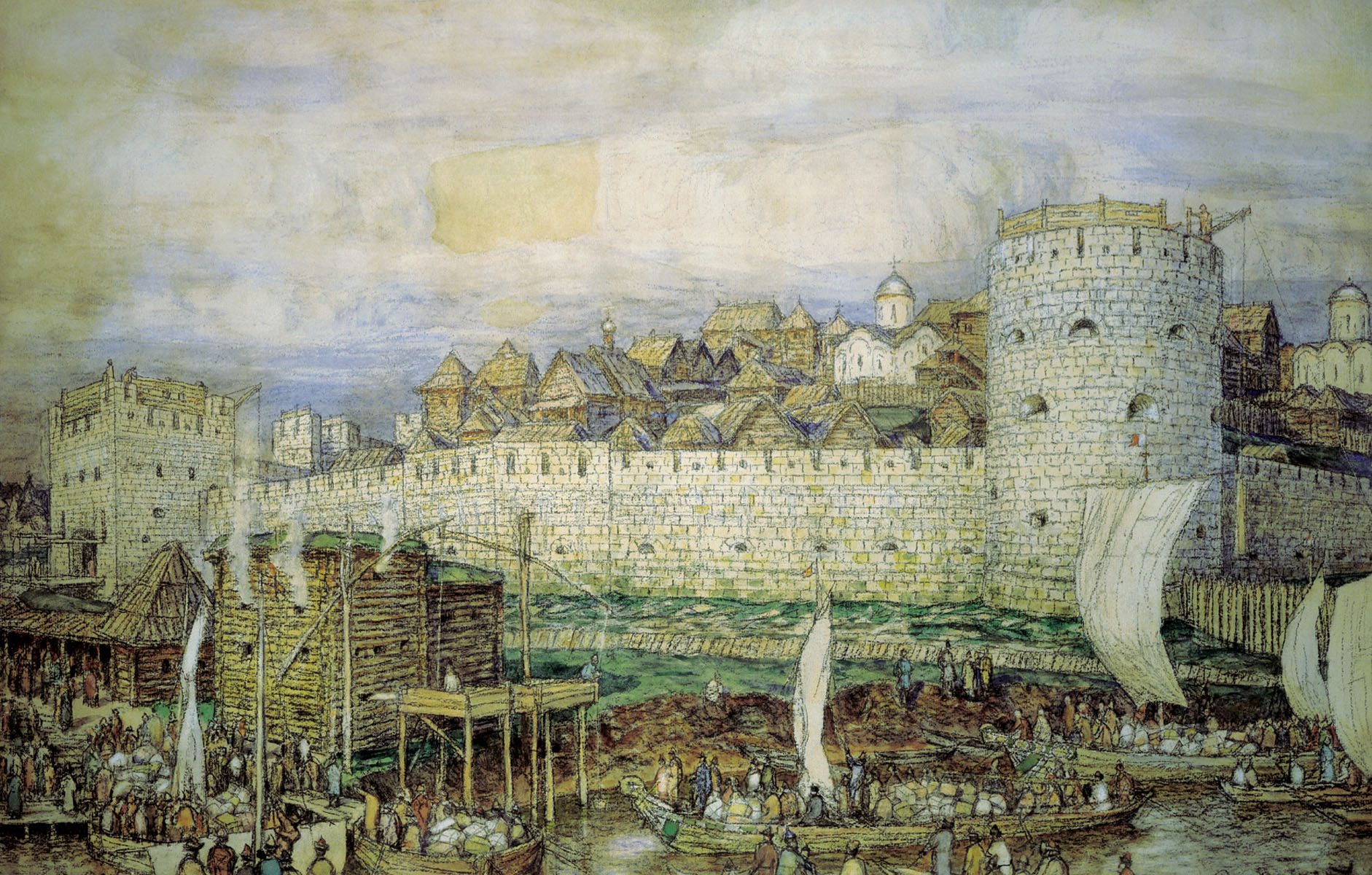
A fehér falú Kreml Vasznyecov festményén (1922)

1365-ben a Kreml egész Moszkva túlnyomó részével együtt városi tűzvész áldozata lett, a tölgyből készült fal is leégett. A fiatal Dmitrij Donszkoj nagyfejedelem a bojárokkal folytatott tanácskozás után elrendelte, hogy a falakat kőből kell újjáépíteni. A nagy költséggel járó munka 1367-ben kezdődött. Az építkezéshez szükséges mészkövet, összesen mintegy 112 ezer tonnát, egy 50 kilométerre fekvő kőbányából szállították a fővárosba a Moszkva folyón, télen szánok segítségével. A kőműves mestereket egész Oroszország területéről hívták össze. A Kreml területét ezúttal is bővítették, a falak teljes hossza elérte a két kilométert. Ez az építkezés volt a legnagyobb egész Oroszország addigi történelmében. A történészek szerint egy időben körülbelül 2000 ember dolgozhatott a nagy munkán.
A régészeti kutatások szerint először a tornyokat és a legfontosabb falakat építették fel. A munka első szakasza 1367 tavaszán kezdődött és egy éven át tartott, ez idő alatt csak alacsony falakkal készültek el, magasításuk még évekig tartott. A Nyeglinnaja és a Moszkva folyó közötti falszakasz elé árkot is ástak.
Az új falakat korszerű fegyverzettel erősítették meg, a falakra és a tornyokra felkerültek az első orosz gyártású ágyúk, de még számos hajítógép is szerepelt a fegyverek között.
A kőfalnak nagy stratégiai jelentősége volt, a moszkvai nagyfejedelemség fővárosának biztosítása után önállóbb és agresszívebb politika folytatására lett képes. Az építmény látképi szépsége is büszkeségre adott okot, az orosz évkönyvekben megjelent a „Fehérköves Moszkva” állandó szókapcsolat.
Az erődítmény hamarosan a gyakorlatban is sikeresen helytállt, 1368-ban visszaverte Algirdas litván nagyfejedelem rövid ostromát.
A fal a tatárokkal szemben is jó szolgálatot tett. A moszkvai fejedelmek határozottabb politikát tudtak folytatni, mivel biztosnak érezték hátországukat, ez hozzájárult a kulikovói csatában aratott orosz győzelemhez is. Egy másik tatár vezér, Toktamis kán ugyan 1382-ben árulás révén elfoglalta és feldúlta Moszkvát, de távozása után az erődítményben esett károkat gyorsan helyreállították.
A város a kőfal védelmében a 15. század elején egyre terjeszkedett, erősödött, a falakon kívül és belül egyaránt. Az Arany Horda közvetlen támadásai az erődítmények ellen elmaradoztak. A fal kiállta az 1455-ös földrengést is, anyaga, a puha mészkő azonban fokozatosan romlott. A szükséges javításokat fa betoldásával végezték el, így egy olasz utazó 1475-ben már arról számolt be, hogy a falak fából készültek.

### A vörös téglafal

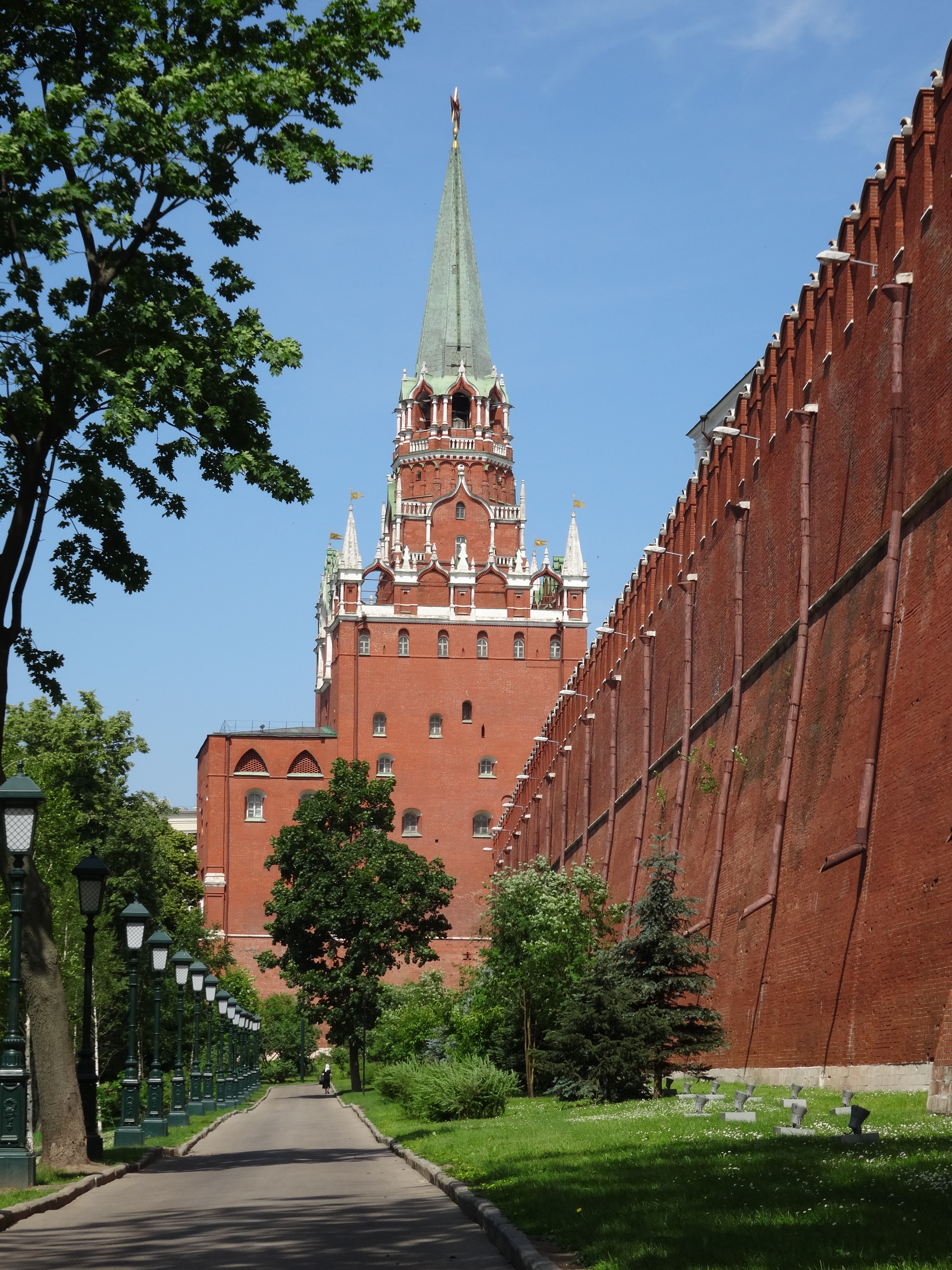
A Kreml fala 2014-ben a Troickaja toronynál

A 15. század második felében III. Iván moszkvai nagyfejedelem hatalma annyira megerősödött, hogy már méltatlannak találta a Kreml állapotát. Ebben a korban az olasz várépítészet volt a legfejlettebb Európában, a nagyfejedelem onnan hívott meg számos szakembert, köztük Anton Frjazin, Marco Ruffo, Pietro Antonio Solari, Aristotele Fioravanti mestereket, akik később hosszú éveket, évtizedeket töltöttek orosz földön.  Az ő irányításukkal kezdődött meg – számos templom és más épület emelése mellett – a Kreml falainak újjáépítése is vörös téglából. Ők szervezték meg ennek az addig Oroszországban ismeretlen építőanyagnak a gyártását is. A jól kiégetett vörös téglák hossza körülbelül 30, szélessége 15, vastagsága 8 centiméter; súlyuk 8 kilogramm körül van. A fehér várfal alapja jobb minőségű terméskőből készült, mint a felépítmény, ezért a mai téglafal és a tornyok általában ezekre az alapokra épültek.
Az új védművek építése 1485-ben kezdődött, és több mint tíz évig tartott; ez volt a 15. század legnagyobb építkezése orosz földön. Az új fal teljes hossza 2235 méter lett. A falak magassága a domborzattól függően 5 és 19 méter között mozog (belülről az emelkedő altalaj miatt lényegesen alacsonyabbak), vastagsága 3,5–6,5 méter, a falak tetején húzódó gyilokjáró szélessége 2–2,5 méter. A falak nem teljes vastagságukban készültek téglából, belső részüket mészbe ágyazott terméskővel töltötték ki. A gyilokjáró külső oldalán ugyancsak téglából fogazatot alakítottak ki, közöttük lőrésekkel. Az egyes „fogak” 2–2,5 méter magasak és 65–70 centiméter vastagok. A lőréseket deszkapalánkkal lehetett lezárni. A gyilokjáró felett fatető is húzódott 1737-ig, amikor egy tűz során ezek a fa kiegészítések leégtek, és utána azokat már nem állították helyre, mivel a gyilokjáró elvesztette katonai jelentőségét. A tornyok magassága 28 és 71 méter között mozog, bennük kettőtől tízig terjed a kialakított emeletek száma.
Az építkezés kezdetén először egy kutat építettek a Tajnyickaja torony alatt, valamint földalatti járatot a Moszkva folyóhoz, hogy ostrom esetén is biztosítani lehessen a vár vízellátását. 1487-től Anton Frjazin irányításával felépítették a henger alaprajzú Beklemisevszkaja sarokbástyát.
Először a déli, a Moszkva folyóra néző falszakasz készült el. Hagyományosan kedvező helye volt itt a bárkák kikötésének és a kereskedésnek, de a nagyfejedelem minden ilyen tevékenységet megtiltott a fal előtt, és természetesen épületek emelését sem engedélyezte. Ennek is köszönhető, hogy ez a falszakasz a mai napig az orosz főváros fontos városképi büszkesége maradt. Ezután egyszerre kezdték el az északnyugati és az északkeleti falak emelését.
A Kreml ekkor nyerte el mai, nagyjából háromszögű alaprajzát. A 15. század végén épült fala és bástyái azóta csak kisebb változtatásokon estek át.

### A Kreml falának bástyái
A Kreml falán 20 tornyot építettek, eredetileg védelmi céllal, később azonban inkább építészeti díszítő elemként szolgáltak. Ezek a bástyák építésük hozzávetőleges sorrendjében a következők:
- Tajnyickaja torony (Szviblova) (1485)
- Első Névtelen torony (1480-as évek)
- Második Névtelen torony (1480-as évek)
- Petrovszkaja torony (Ugresszkaja)  (1480-as évek)
- Beklemisevszkaja torony (Moszkvoreckaja) (1488)
- Vodovzvodnaja torony (1488)
- Petrovszkaja torony (Blagovescsenszkaja) (1487—1488)
- Borovickaja torony (Predtecsenszkaja) (1490)
- Konsztantyino-Jelenyinszkaja torony (Tyimofejevszkaja) (1490)
- Szpasszkaja torony (Frolovszkaja) (1491)
- Nyikolszkaja torony (1491)
- Szenatszkaja torony (1491)
- Uglovaja Arszenalnaja torony (Szobakina) (1492)
- Troickaja torony (1495)
- Oruzsejnaja torony (Konyusennaja) (1493—1495)
- Szrednyaja Arszenalnaja torony (Granyenaja) (1493—1495)
- Nabatnaja torony (1495)
- Komendantszkaja torony (Kolimazsnaja) (1495)
- Kutafja torony (1516)
- Carszkaja torony (1680-as évek)

### Temető a Kreml falánál
Az 1917-es októberi orosz forradalom után a moszkvai összecsapások bolsevik áldozatai számára tömegsírt nyitottak a Kreml Vörös térre néző falánál. Később kiemelt állami temetőt alakítottak ki magában a falban, illetve az az előtti földsávban elhelyezett sírokkal a szovjet és a nemzetközi kommunista mozgalom vezetői, illetve más kiemelkedő személyiségek számára. A temető a Kreml falánál ma a Lenin-mauzóleum mögött található. Az utolsó temetés itt Konsztantyin Usztyinovics Csernyenkoé volt 1985-ben. A rendszerváltás után mind a mauzóleum lebontásáról, mind a temető más helyre telepítéséről számos vita folyt az orosz közéletben.

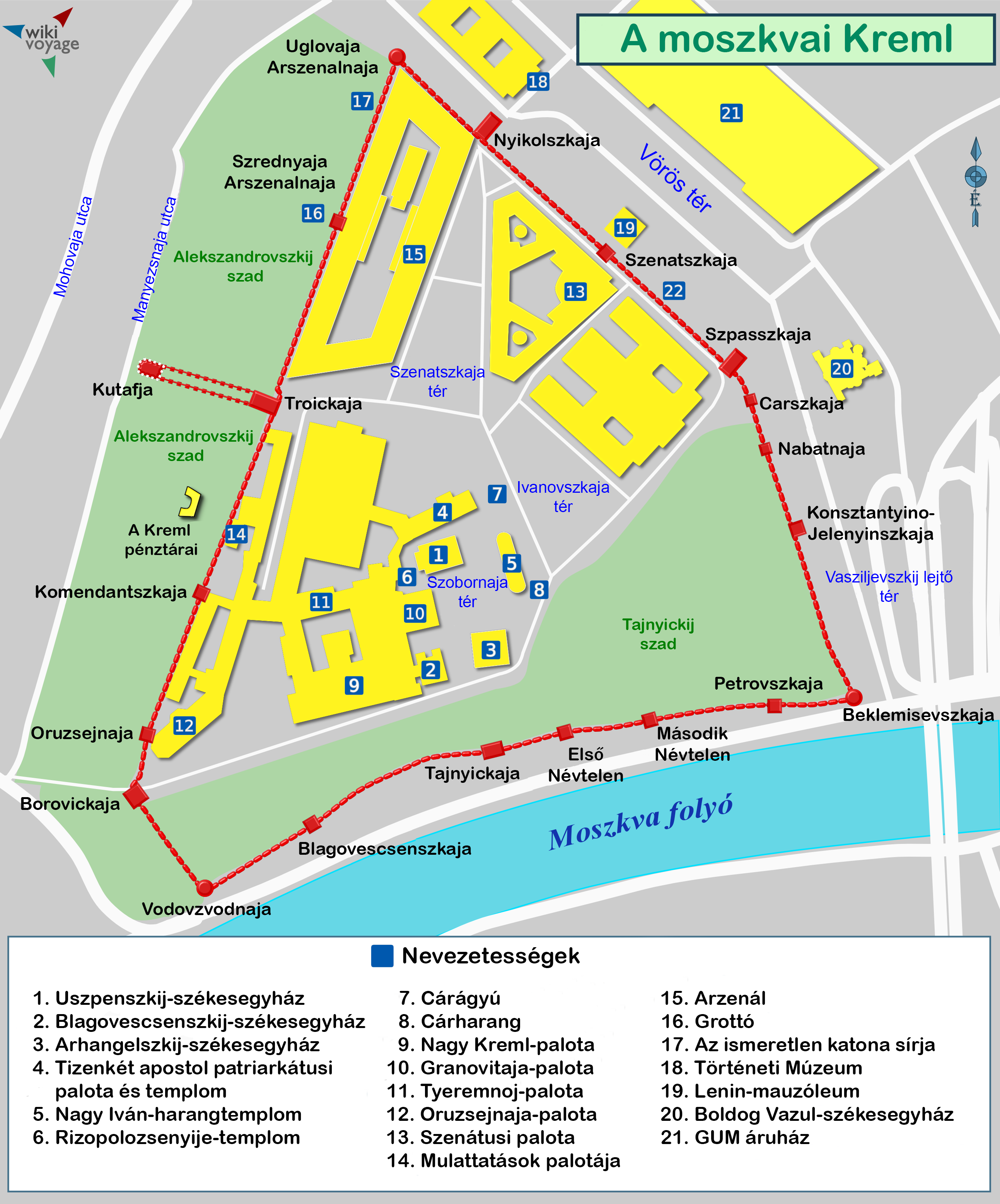
A Kreml látnivalóinak vázlatos térképe

## Fordítás
- Ez a szócikk részben vagy egészben  a(z)   Кремлёвская стена című orosz Wikipédia-szócikk ezen változatának fordításán alapul.  Az eredeti cikk szerkesztőit annak laptörténete sorolja fel. Ez a jelzés csupán a megfogalmazás eredetét és a szerzői jogokat jelzi, nem szolgál a cikkben szereplő információk forrásmegjelöléseként.